# Dịch chuyển xanh

Dịch chuyển đỏ và dịch chuyển xanh

Dịch chuyển xanh là một hiện tượng vật lý, trong đó ánh sáng phát ra từ các vật thể đang chuyển động lại gần người quan sát sẽ xanh hơn. Hiện tượng này là hệ quả của hiệu ứng Doppler.